# Masi Oka
Masayori Oka, detto Masi (岡 政偉?, Oka Masayori; Tokyo, 27 dicembre 1974), è un attore e un artista degli effetti digitali giapponese naturalizzato statunitense.
È noto soprattutto per aver interpretato la parte di Hiro Nakamura nel telefilm Heroes, ruolo per il quale è stato candidato al Golden Globe 2007 come miglior attore non protagonista in una serie tv e al Premio Emmy come miglior attore non protagonista in una serie drammatica.

## Biografia
Masi Oka si è laureato nel 1997 in Scienze, con indirizzo in informatica e matematica e nella materia complementare studi teatrali alla Brown University. In seguito ha lavorato come programmatore presso la Industrial Light & Magic di George Lucas, lavorando in molti film di Hollywood campioni di incasso, come il prequel della saga di Guerre stellari e la saga dei Pirati dei Caraibi.

### Carriera
Oka iniziò il suo primo lavoro dopo la Laurea presso la sede dell'Industrial Light & Magic (ILM) di San Francisco, in California. Il suo primo progetto rilevante fu di co-sviluppare un programma computerizzato per creare effetti di acqua, che fu prima usato per La tempesta perfetta e poi in altri film, come Pirati dei Caraibi. In seguito creò effetti speciali di dinamica computazionale dei fluidi e di superfici che si incrinano, che sono stati usati in molti progetti.
Mise piede nello spettacolo nel 2000. Si meritò la sua SAG card per la sua presenza nell'industria cinematografica e in seguito a questo mosse alla volta di Los Angeles. L'ILM stipulò con Oka un contratto che gli avrebbe permesso di lavorare presso la sede di Los Angeles a patto che, se non avesse ottenuto una parte ricorrente in quella stagione, sarebbe dovuto tornare a San Francisco. Oka ebbe la parte per un pilot. Sebbene lo spettacolo non fu trasmesso, ciò soddisfece comunque i requisiti contrattuali e gli permise di rimanere a Los Angeles. Oka decise di continuare a inseguire la carriera di attore, ottenne delle apparizioni in qualche spettacolo e in seguito ottenne una parte fissa nella commedia Scrubs - Medici ai primi ferri della NBC, nel ruolo di Franklin. Fa un'apparizione anche in ...e alla fine arriva Polly e nella serie televisiva Chuck.
Nel 2015, riprende il ruolo di Hiro Nakamura come personaggio ricorrente del reboot di Heroes, Heroes Reborn.

### Interessi
Oka parla fluentemente giapponese, inglese e spagnolo. I suoi hobby includono il kendō, giocare ai video games, guardare e scrivere commedie romantiche, suonare il piano, il beatboxing e cantare. Colleziona avidamente manga: tra i suoi preferiti Eyeshield 21, One Piece, Pluto e Le bizzarre avventure di JoJo.
Proprio per via della sua passione dei videogiochi, ha fondato la software house indipendente Mobius Digital, famosa per l'acclamato titolo Outer Wilds.

## Filmografia parziale

### Attore

#### Cinema
- Austin Powers in Goldmember, regia di Jay Roach (2002)
- Una bionda in carriera (Legally Blonde 2: Red, White & Blonde), regia di Charles Herman-Wurmfeld (2003) - non accreditato
- ...e alla fine arriva Polly (Along Came Polly), regia di John Hamburg (2004)
- Balls of Fury - Palle in gioco (Balls of Fury), regia di Robert Ben Garant (2007)
- Agente Smart - Casino totale (Get Smart), regia di Peter Segal (2008)
- Bruce e Lloyd - Fuori controllo (Get Smart's Bruce and Lloyd Out of Control), direct-to-video, regia di Gil Junger (2008)
- Amici di letto (Friends with Benefits), regia di Will Gluck (2011)
- Jobs, regia di Joshua Michael Stern (2013)
- Death Note - Il quaderno della morte (Death Note), regia di Adam Wingard (2017)
- Shark - Il primo squalo (The Meg), regia di Jon Turteltaub (2018)
- Bullet Train, regia di David Leitch (2022)

#### Televisione
- Una mamma per amica (Gilmore Girls) - serie TV, episodio 2x04 (2001)
- Sabrina, vita da strega (Sabrina, the Teenage Witch) - serie TV, 1 episodio (2002)
- Scrubs - Medici ai primi ferri (Scrubs) - serie TV, 5 episodi (2002-2004)
- Joey - serie TV, 1 episodio (2006)
- Senza traccia (Without a Trace) - serie TV, 1 episodio (2006)
- Heroes - serie TV, 66 episodi (2006-2010) - Hiro Nakamura
- Hawaii Five-0 – serie TV, 136 episodi (2010-2019)
- Heroes Reborn – serie TV, 3 episodi (2015)
- Mozart in the Jungle – serie TV, 4 episodi (2018)

### Doppiatore
- Spie sotto copertura (Spies in Disguise), regia di Nick Bruno e Troy Quane (2019)

### Artista di effetti digitali
| Anno | Titolo                                                     | Note                                                                              |
| ---- | ---------------------------------------------------------- | --------------------------------------------------------------------------------- |
| 1998 | Il grande Joe,                                             | assistente tecnico di CG per la Industrial Light & Magic                          |
| 1999 | Star Wars Episodio I - La minaccia fantasma,               | supporto tecnico e produttore di effetti visivi per la Industrial Light and Magic |
| 2000 | La tempesta perfetta,                                      | artista del digitale per la Industrial Light and Magic                            |
| 2002 | Star Wars Episodio II - L'attacco dei cloni,               | artista di effetti digitali per la Industrial Light and Magic                     |
| 2003 | Hulk,                                                      | direttore tecnico per la Industrial Light and Magic                               |
| 2003 | Terminator 3 - Le macchine ribelli,                        | artista di CG per la Industrial Light and Magic                                   |
| 2005 | Star Wars Episodio III - La vendetta dei Sith,             | artista del digitale per la Industrial Light and Magic                            |
| 2005 | La guerra dei Mondi,                                       | artista del digitale per la Industrial Light and Magic                            |
| 2006 | Pirati dei Caraibi - La maledizione del forziere fantasma, | artista del digitale per la Industrial Light and Magic                            |

## Doppiatori italiani
Nelle versioni in italiano dei suoi film, Masi Oka è stato doppiato da:
- Francesco Pezzulli in Agente Smart - Casino totale, Bruce e Lloyd - Fuori controllo
- Raffaele Palmieri in Hawaii Five-0, Jobs
- Nanni Baldini in Heroes, Heroes Reborn
- Edoardo Stoppacciaro in Shark - Il primo squalo
- Simone Crisari in Senza traccia

Da doppiatore è sostituito da: 
- Alessandro Campaiola: Spie sotto copertura